# Sharpa Tulkou
Sharpa Tulkou (tibétain ཤར་པ་སྤྲུལ་སྐུ, Wylie : shar pa sprul sku) aussi appelé Sherpa Tulku et Lama Sharpa, né en 1948 au Tibet, est un lama et un écrivain tibétain du monastère de Séra.

## Biographie
Son prédécesseur est mort de maladie en 1946. Sa réincarnation est née dans une famille Khampa. Il revient au labrang de son prédécesseur, et semble se souvenir de son disciple Tashi Khedrup qu'il appréciait particulièrement.
Quand un de ses proches, Chandzo Dote, apprend par ses contacts Khampas du Chushi Gangdruk que le 14e dalaï-lama arriva à Tawang en Inde peu après de soulèvement tibétain de 1959, il propose que Sharpa Tulkou s'exile, accompagné de Tashi Khedrup au sein d'un groupe d'une dizaine de Tibétains dont Lama Rampa, ministre de la religion et oncle de Sharpa Tulkou. Ils partent de nuit du monastère de Séra, avec seulement 4 chevaux, passent par la vallée de Phenpo, où les fermiers de la région se précipitent pour offrir des chevaux au groupe et recevoir la bénédiction de leur lama.
Ils arrivent dans un camp de Khampa, des soldats du Chushi Gangdruk qui tentent de les convaincre de se joindre à eux pour attaquer les Chinois à Lhassa. Ayant refusé, ils sont retenus prisonniers. Le jour même, la demeure, appartenant à la famille Lhalu, où les Khampa ont établi leur quartier général, est détruite par un avion chinois. L'avion mitraille à basse altitude tout ce qui bouge, dont nombre de vaches et de moutons. Dans la confusion, le groupe s'échappe, traverse la rivière Phenpo de nuit et rejoint sur l'autre rive un couvent. Douze des nonnes accueillantes se joignent à eux dans l'objectif de gagner l'Inde. Le lendemain, ils voient l'avion bombarder la maison des Shasur, sans toutefois s'approcher du couvent. Ils partent, laissant au couvent Lama Rampa trop âgé pour le voyage, avec les nonnes les plus âgées.
Ils traversent la rivière de Lhassa sans encombre, un moine est cependant emporté par le courant rapide. Ils suivent la rivière jusqu'à Decheng Dzong où ils se réfugient tandis que certains vont chercher des chevaux chez les Shasur. Ils repartent et passent au pied de la montagne du monastère de Ganden où ils voient des soldats chinois tirer pour terroriser les moines.
Ils empruntent une route nouvellement construite vers l'est, puis bifurquent vers Oka dans le sud. Des soldats tibétains se joignent à eux et font sauter les ponts pour protéger leur fuite. Après 6 jours de marche, ils arrivent à Drilung, dans le Dagpo. Lama Sharpa, âgé alors de 12 ans, ne se plaint pas des dures conditions et veille à ce que son cheval soit bien nourri, allant jusqu'à partager avec lui sa ration de tsampa.
Ils longent la rivière Oka en direction de la vallée du Tsangpo et remontent le Tsangpo qu'ils traversent par un bac de bois pour arriver à Tsetang, où un combat oppose le Chushi Gangdruk et les Chinois. Avec l'espoir de vaincre le camp chinois qui menace les Tibétains fuyant Tsetang, ils se joignent au Chushi Gangdruk. Ils sont aidés par un ancien officier communiste chinois déserteur (il s'agit de Chang Ho-ther, alias Gya Lobsang Tashi), secondé par un dob-dob de Drépung nommé Wangdi, mort dans l'attaque du camp chinois dont 600 sont tués, d'autres ripostant à la mitraillette, le camp est sauvé par des renforts et met en déroute le Chushi Gangdruk.
Le groupe part le lendemain, sans les nonnes restées à On. Ils poursuivent leur route, avec l'aide de villageois, évitent Tsona Dzong, où se trouve un important cantonnement chinois, et après une semaine de marche, franchissent sous la neige le Mago-la, dernière chaine himalayenne avant Tawang.
Lama Sharpa et Chandzo Dote rejoignent le camp de réfugiés de Buxa Duar.
Plus tard, Lama Sharpa rejoint l'école des jeunes lamas.
Sharpa Tulkou a été sélectionné pour se rendre aux États-Unis où il est allé en 1962 à 14 ans. Geshe Lhundub Sopa s'est occupé de ses études en Amérique. Plus tard, Sharpa Tulku s'installe avec sa famille à Madison, dans le Wisconsin, où il vit aujourd'hui.
Sharpa Tulkou apparait dans le film de Jean-Jacques Annaud Sept ans au Tibet.